# Галерея Бельведер
Галерея Бельведер —  художественный музей в венском дворце Бельведер. В его коллекцию входят живописные произведения многих эпох, от Средневековья и барокко до XXI века. Основная экспозиция посвящена австрийским художникам эпохи Fin de siècle и югендстиля.

## История
Австрийская галерея Бельведер открылась в 1903 году в оранжерее Нижнего Бельведера под названием «Современная галерея» по настоянию многих современных венских художников, как, например, Карл Молль. В канун смены веков Вена славилась как центр современного изобразительного искусства. Решающую роль в этом сыграло основанный в 1897 году «Венский сецессион». Одним из основоположников Венского сецессиона был художник Густав Климт.

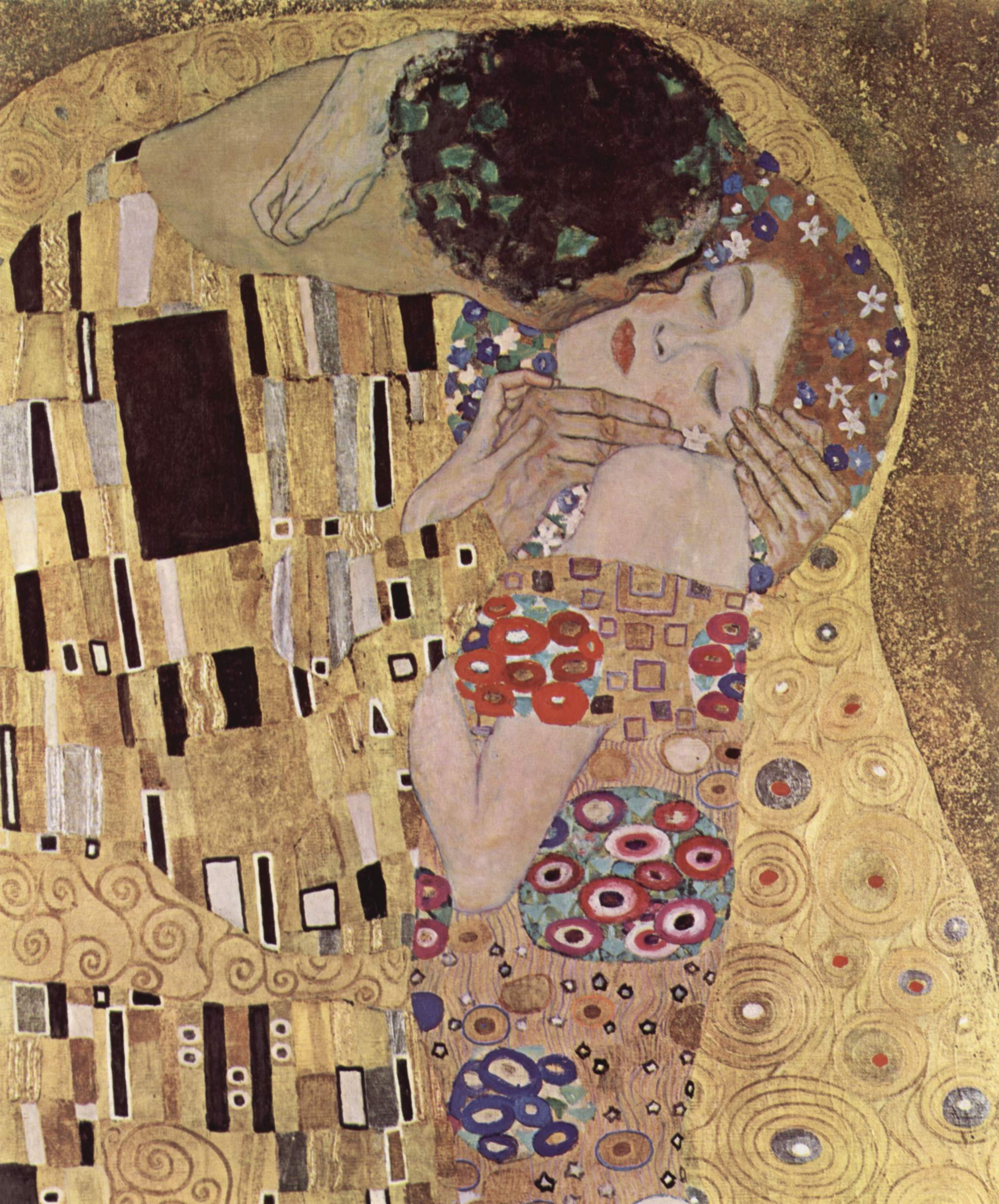
Густав Климт. Поцелуй. Деталь. 1907

Участники Сецессиона из окружения Климта стремились открыть жителям Вены современное искусство и передали в дар государству в честь открытия Современной галереи ряд картин и скульптур, среди которых «Равнина близ Овера» Винсента ван Гога (1890).
В 1909 году Современная галерея была переименована в «Королевскую австрийскую государственную галерею» и пополнилась произведениями австрийского искусства.
В конце первой мировой войны «Австрийская галерея», как она называлась вплоть до 2007 г. за исключением периода национал-социализма, приобрела большое количество картин, в том числе Густава Климта и Эгона Шиле. До 2000 г. в коллекции Австрийской галереи находилось 33 работы Климта, однако не все, как выяснилось, на законных основаниях.

## Споры вокруг «Золотой Адели»

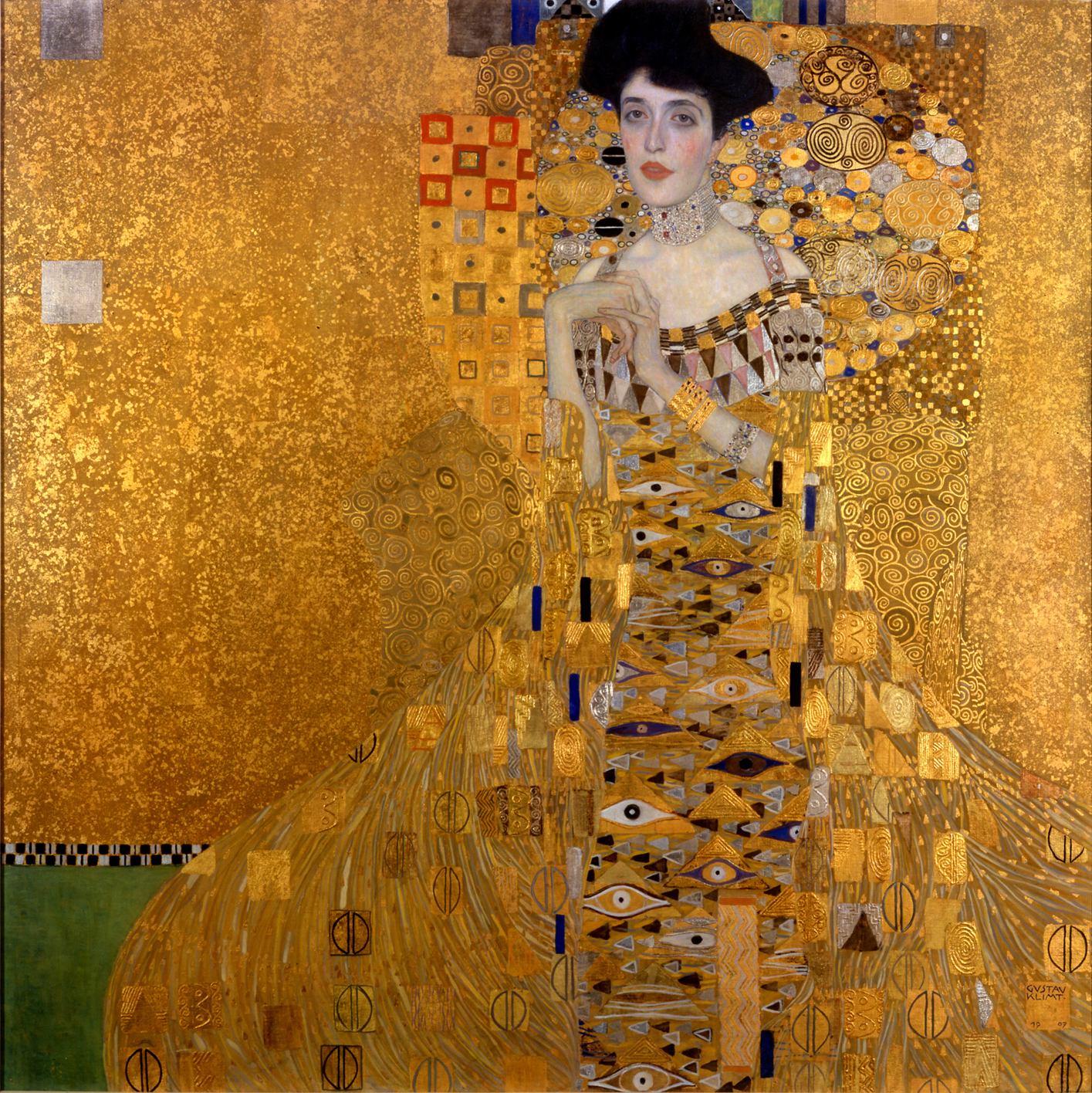
Густав Климт. Портрет Адели Блох-Бауэр I. 1907. Новая галерея, Нью-Йорк

В 1907 году Густав Климт написал портрет Адели Блох-Бауэр I, супруги венского промышленника Фердинанда Блоха. Изображение Адели Блох-Бауэр в переплетениях золотого и серебряного орнаментов является «пожалуй, самым известным портретом Климта и основным произведением его так называемого Золотого периода», как было указано в каталоге, выпущенном к выставке художника, прошедшей в 2000 году в Австрийской галерее. Портрет часто называют «Золотой Аделью», чтобы отличать от другого портрета Адели Блох-Бауэр, написанного художником позднее. Стоимость картины оценивается в 100 миллионов евро. В своём завещании Адель Блох-Бауэр просила своего мужа передать оба портрета вместе с четырьмя пейзажами кисти Густава Климта Австрийской галерее. Однако этого не произошло, поскольку к моменту своей смерти в 1945 г. промышленник еврейского происхождения Густав Блох-Бауэр находился в эмиграции в Швейцарии. Вся его собственность в Вене подверглась конфискации, а картины Климта по указанию национал-социалистов ещё в 1941 г. были переданы в Галерею Бельведера.
Австрия уклонилась от передачи собственности Густава Блох-Бауэра его наследникам в 1945—1946 гг. Их многочисленные попытки вернуть наследство либо хотя бы приступить к переговорам завершались неудачей. Лишь после того, как наследница Мария Альтман возбудила в США иск против Австрии (судебные издержки составили для Австрии миллионы шиллингов), Австрия заявила о готовности участвовать в судебном разбирательстве. По окончании процесса, продолжавшегося шесть лет, суд постановил, что картины Густава Климта из Австрийской галереи Бельведер должны быть возвращены проживающим в США и Канаде наследникам Густава Блох-Бауэра, в том числе и Марии Альтман. Передача картин состоялась в 2006 г.

## Реституция

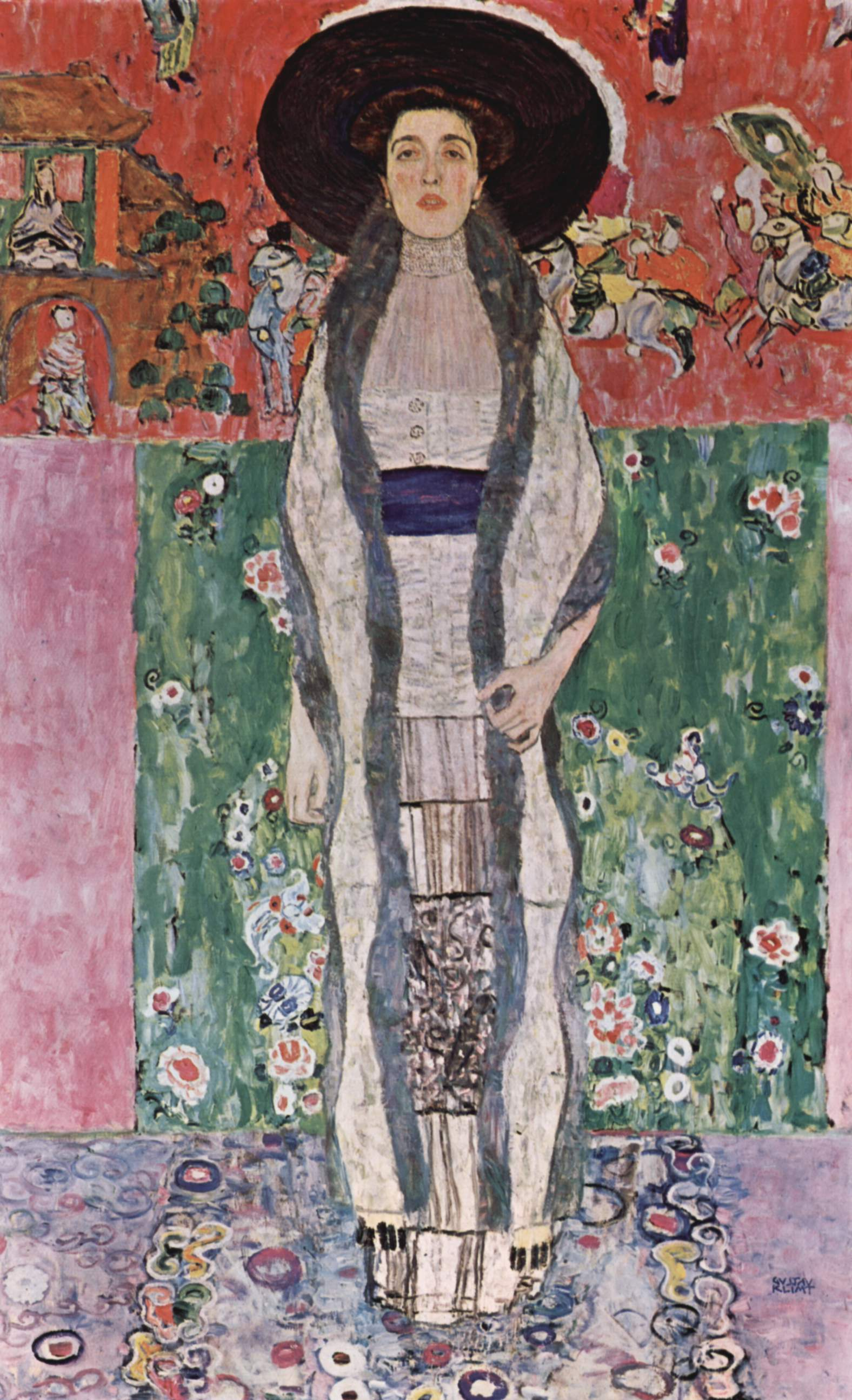
Портрет Адели Блох-Бауэр II, 1912

### Климт
Австрийская галерея Бельведер проверила происхождение своих фондов и в соответствии с австрийским законом о реституции передала ещё в 2001 и 2004 гг. наследникам пять картин Густава Климта:
- «Яблоня II», в 2001 г. — наследнице Норы Стиасны, дочери хирурга Отто Цукеркандля (ошибочная реституция, пейзаж принадлежал Августу Ледереру)
- «Дама в шляпе и боа из перьев», также в 2001 г. — наследнице Норы Стиасны
- «Крестьянский дом с берёзами», в 2001 г. — наследнице Хермины Лазус (Hermine Lasus)
- «Сельский дом на Аттерзе», 1914, в 2001 г. — наследнице Дженни Штайнер (Jenny Steiner)
- «Портрет дамы анфас», в 2004 г. — наследнику Бернхарда Альтмана.

В 2006 г. наследникам семьи Блох-Бауэр (в том числе Марии Альтман) были переданы:
- «Портрет Адели Блох-Бауэр I», 1907
- «Портрет Адели Блох-Бауэр II», 1912
- «Берёзовая роща», 1903
- «Яблоня I», 1912
- «Дома в Унтерахе на Аттерзе», ок. 1916

Поскольку Австрийская Республика обладала правом преимущественной покупки картин, в Вене разгорелись дискуссии о том, из каких средств можно было бы приобрести оцениваемые в 200 млн евро картины из наследства Марии Альтман с тем, чтобы разместить их в Австрийской галерее Бельведер. Наследники отказались продать картины частным спонсорам, которые бы предоставили их в экспозицию Бельведера. В конце января 2006 г. адвокатами Марии Альтман была озвучена сумма возможной сделки с Австрийской Республикой в 300 млн долларов. На основании результатов парламентских слушаний 2 февраля 2006 г. австрийское правительство приняло решение об отказе от права преимущественной покупки и соответственно реституции картин.

### Мунк
17 февраля 2006 года начался реституционный процесс в отношении написанной в 1902 году Эдвардом Мунком картины «Летняя ночь на пляже», известной также под названием «Морской пейзаж с луной». Картина была подарена Альме Малер-Верфель её мужем, архитектором Вальтером Гропиусом в честь рождения их дочери Манон Гропиус. В 1937 году Альма Малер-Верфель передала картину вместе с четырьмя другими произведениями живописи в Австрийскую галерею Бельведер. На следующий день после аншлюса Австрии гитлеровской Германией, 13 марта 1938 года дочь известного венского художника-пейзажиста Эмиля Якоба Шиндлера была вынуждена бежать из страны со своим третьим мужем еврейского происхождения, поэтом Францем Верфелем.
После отъезда Альмы Карл Молль, отчим Альмы Малер-Верфель, один из основателей Австрийской галереи Бельведер и истовый сторонник национал-социализма, забрал картину Мунка из галереи. В 1940 г. без согласия своей падчерицы он продал её галерее от имени Марии Эбершталлер, сводной сестры Альмы Малер-Верфель, за 7000 марок.
Ещё в 1947 году Альма Малер-Верфель подала иск против Австрийской Республики, который был отклонён Верховным судом Вены в 1953 году. До своей смерти в 1964 году в Нью-Йорке Альма Малер-Верфель безуспешно пыталась вернуть полотно Мунка, которое она называла самой любимой своей картиной. Позднее вопросом реституции картины занялась внучка Альмы Малер-Верфель, Марина Малер. Её иск был отклонён в 1999 году Советом по возврату искусства со ссылкой на решение 1953 года. Решение 2006 года, в соответствии с которым наследнице Адели Блох-Бауэр Марии Альтман были возвращены пять работ Климта, укрепило Марину Малер в её намерениях вернуть картину. 9 мая 2007 года «Летняя ночь на пляже» была передана растроганной до слёз наследнице Альмы Малер-Верфель Марине Малер, которая обошла молчанием вопрос о будущем месте нахождения известной работы Мунка.

## Галерея

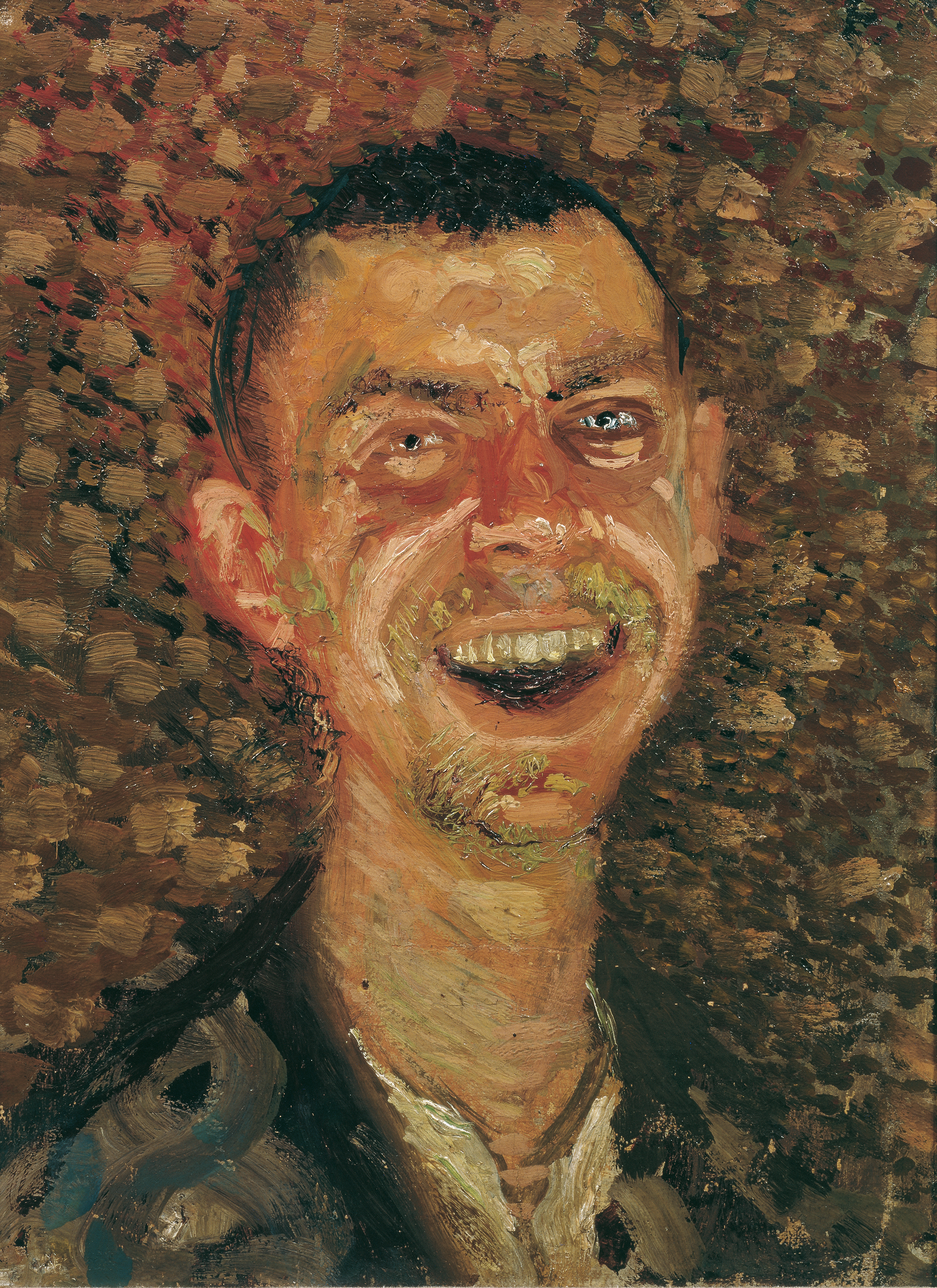
Рихард Герстль. Автопортрет смеясь. 1908
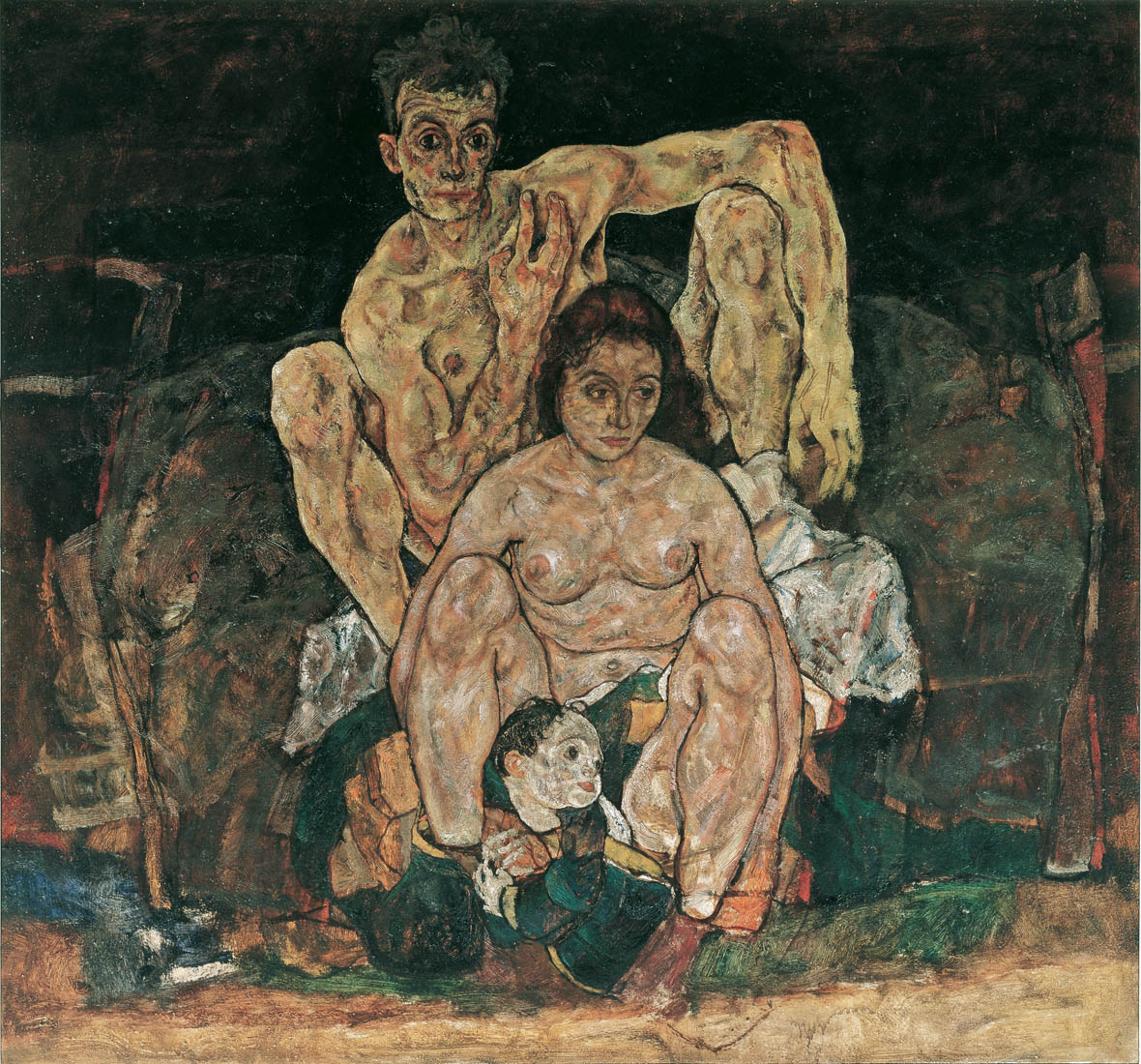
Эгон Шиле. Семья. 1918
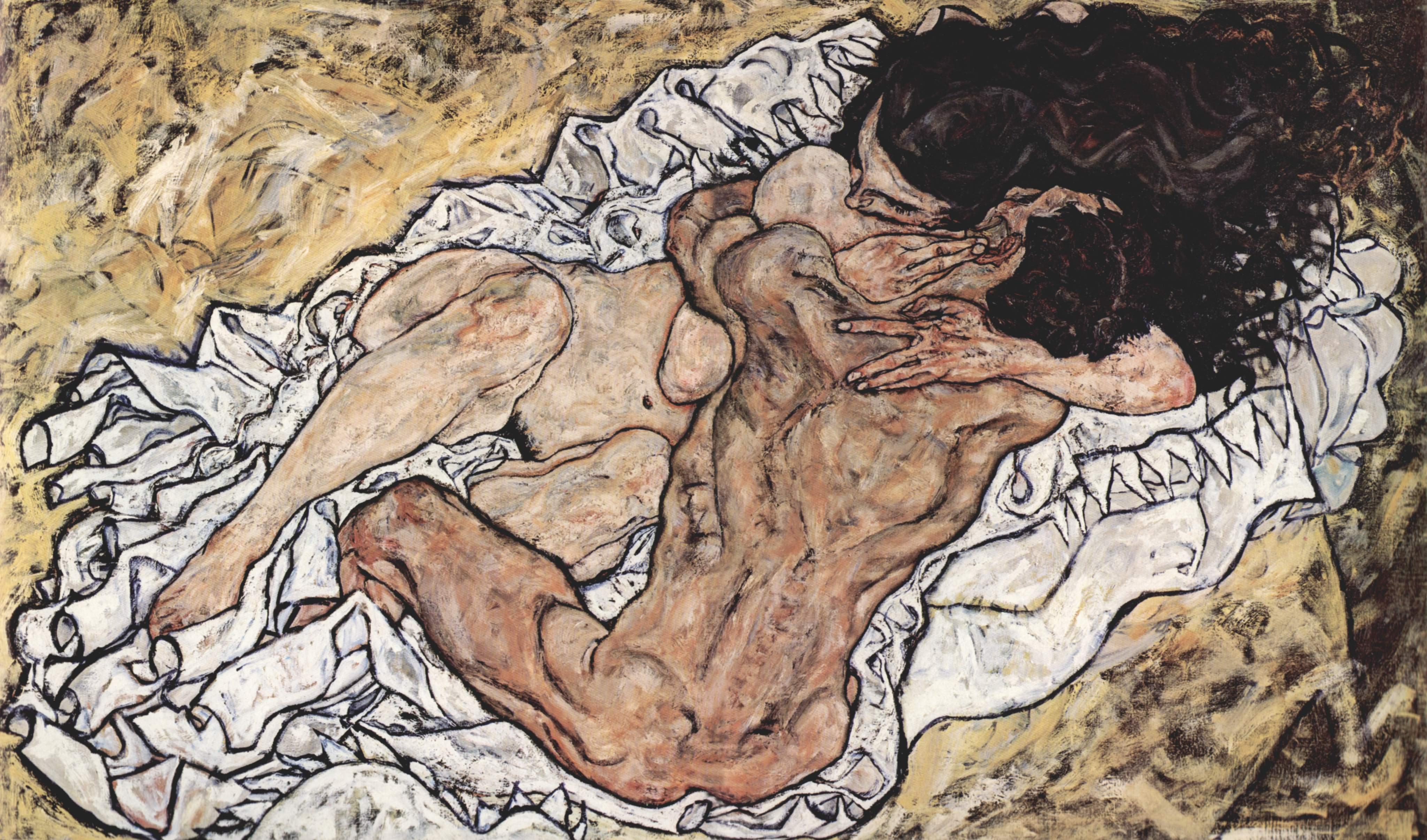
Эгон Шиле. Объятие. 1917
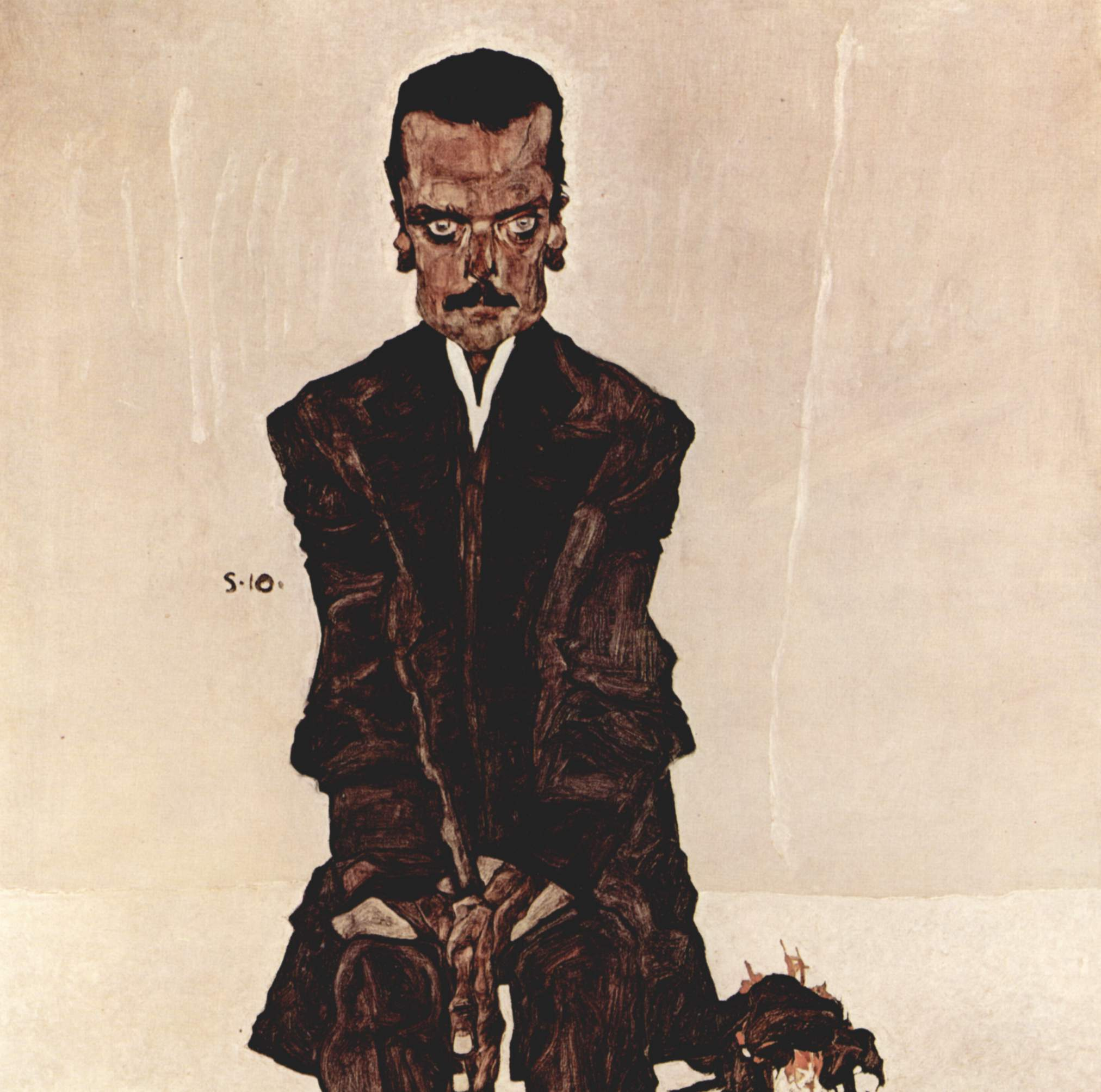
Эгон Шиле. Портрет Эдуарда Космака. 1910
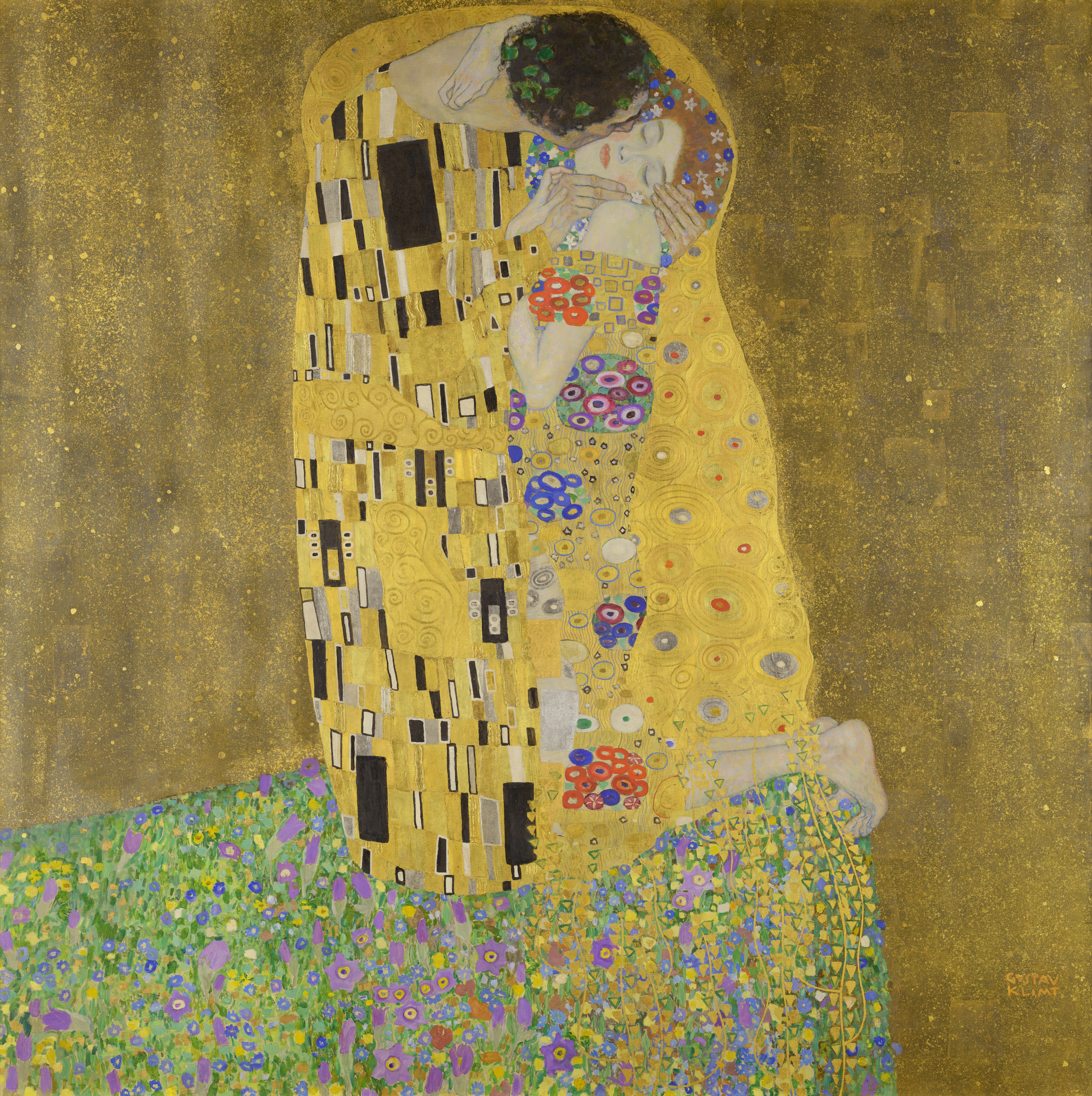
Густав Климт. Поцелуй. 1907—1908
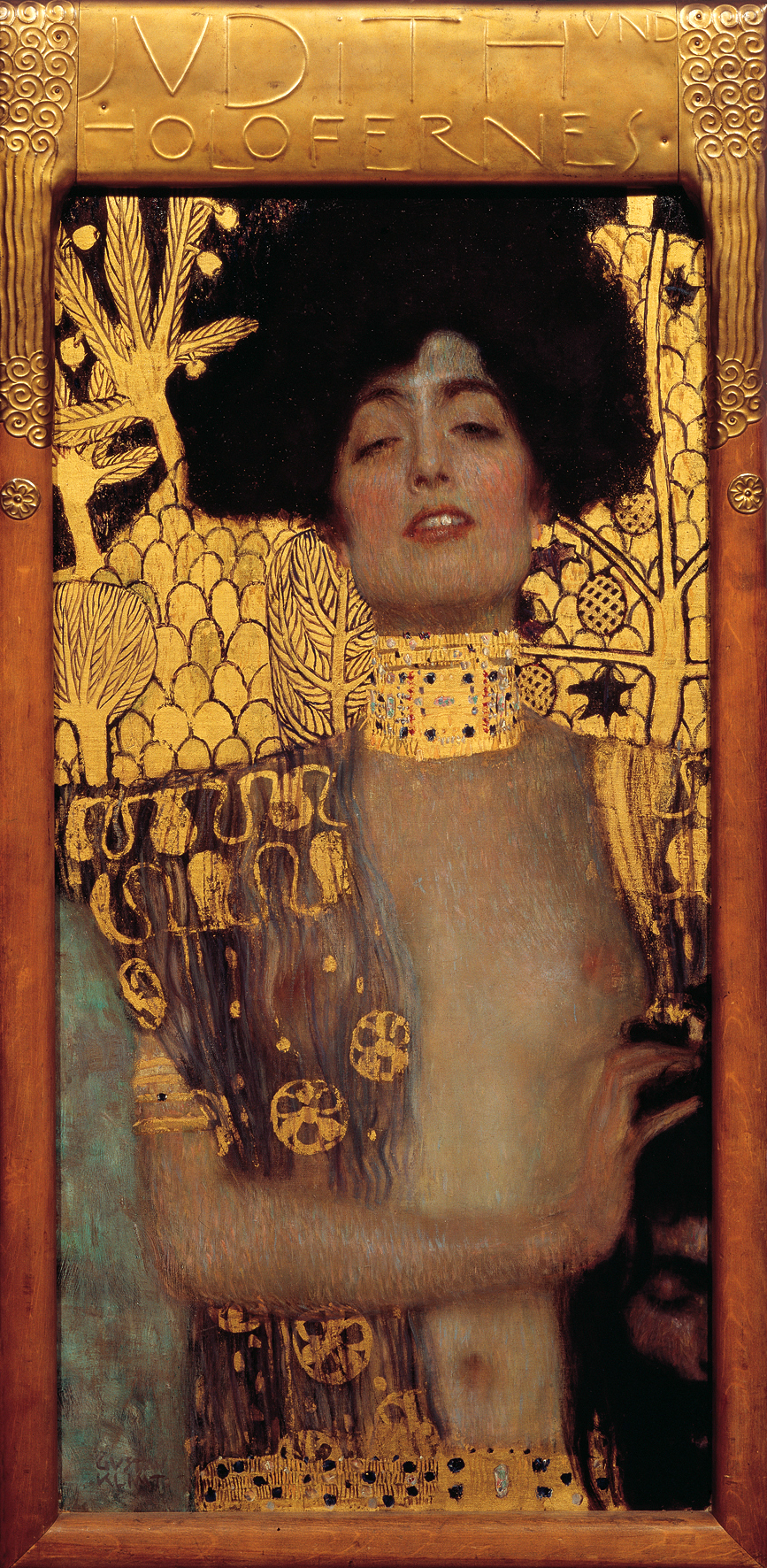
Густав Климт. Юдифь и Олоферн. 1901
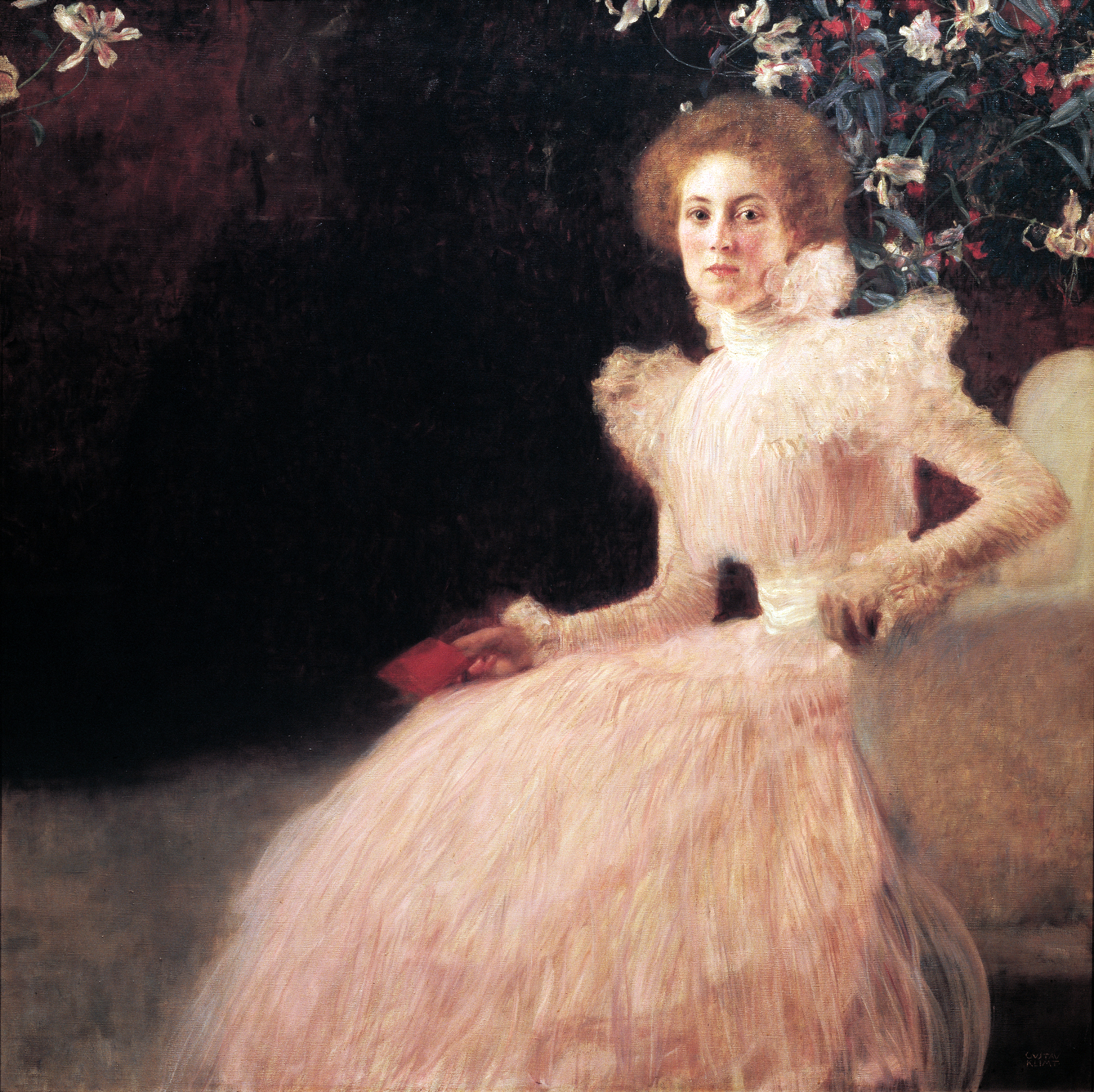
Густав Климт. Портрет Сони Книпс. 1898